# 横浜媽祖廟

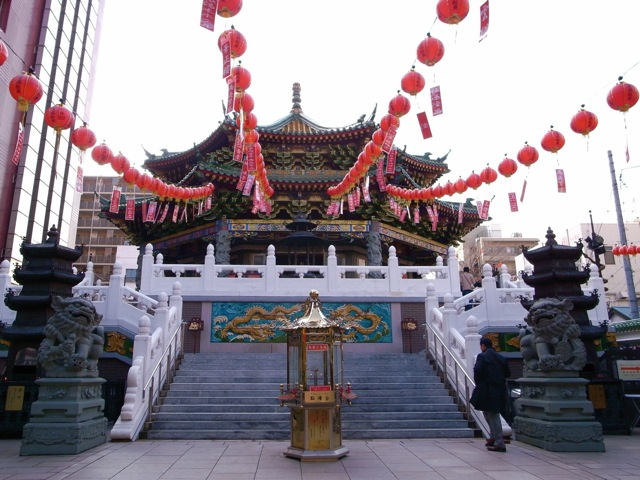
横浜媽祖廟

横浜媽祖廟（よこはままそびょう）は、神奈川県横浜市にある媽祖をまつる媽祖廟である。

## 来歴
2006年（平成18年）3月17日に、横浜媽祖廟は開港から150周年を迎える横浜の新名所として横浜中華街に落慶開廟した。明治時代の清国領事館の跡地である山下町公園に隣接している。台湾最初の官建の台南市大天后宮（中国語：大天后宮）より分霊された。。

## 媽祖信仰について
「媽祖」は、北宋時代に実在した福建省・林氏の娘であり、生まれて1か月も泣き声をあげなかったため、『林黙娘』と名付けられたが、小さいころから才知に長け、10歳のころには朝晩の念仏を唱えるようになるなどした。
28歳のときの9月9日、修行を終えて天に召され神になり、海上を舞い難民を救助する姿が見られたとされ、人々は媽祖祖廟を始めとする様々な媽祖廟を建て護国救民の神として祀るようになり、その神通力は国中に知られることとなって歴代の皇帝も諡号で敬意を表するようになった。
その後、航海を守る海の神のみならず、自然災害や疫病・戦争・盗賊などから護る神として中国のほか華僑が住む世界各地で信仰されている。

## 廟内

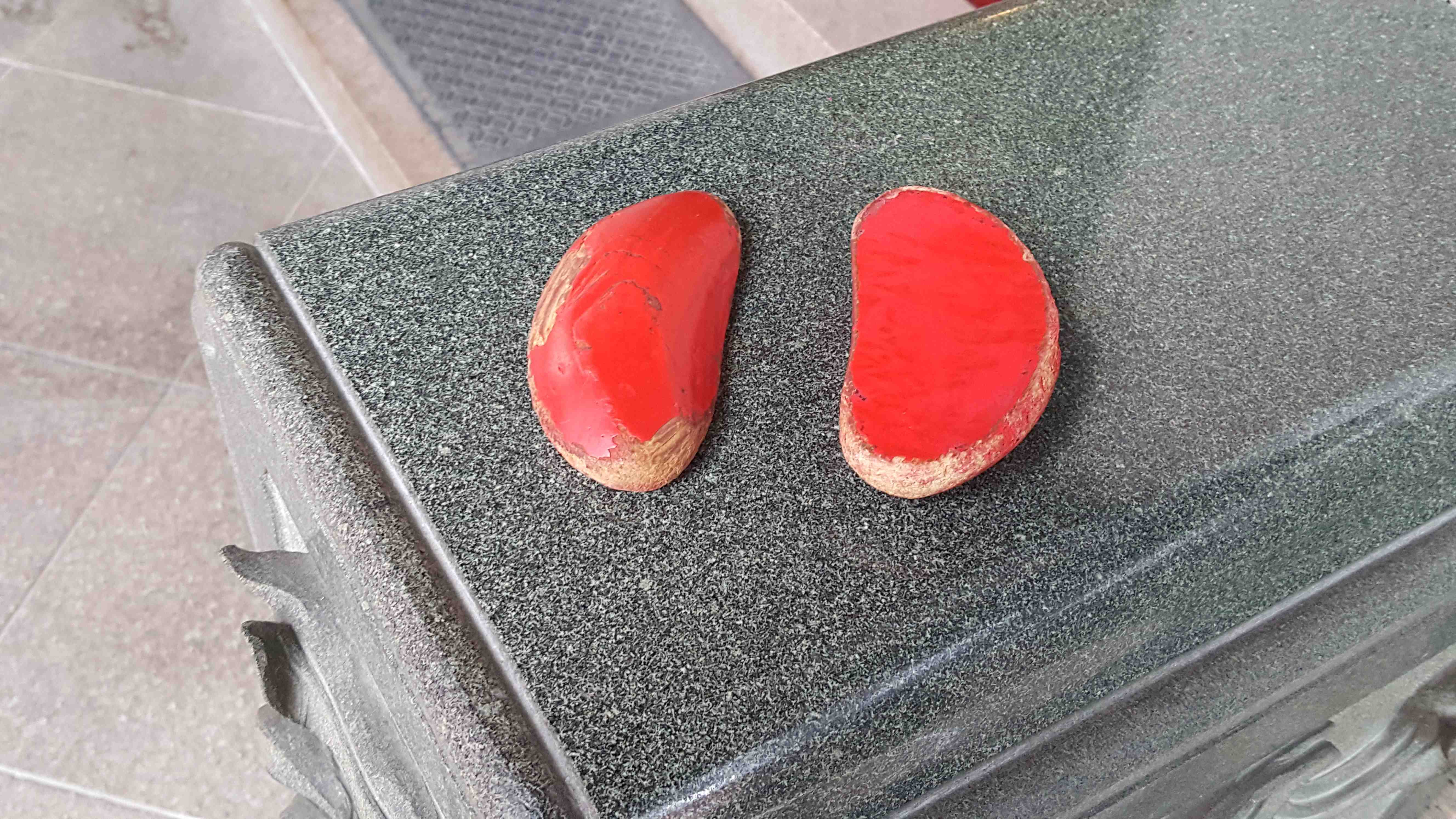
横浜媽祖廟で使われているポエ（2020年）

廟内には、媽祖像と2つの鬼神像がある。「順風耳」と「千里眼」である。「順風耳」は大きな耳をもち、あらゆる悪巧みを聞き分けて媽祖に知らせる役目をもつとされる。「千里眼」は3つの目をもち、行く先や周囲を監視し、あらゆる災害から媽祖を守る役目をもつとされる。また、神殿の前には、1番から5番までの5つの香炉がある。参拝者が5本1組の線香を買い求め、これらの香炉に供えることができる。1番の香炉は「玉皇上帝」へ、2番の香炉は「天上聖母」へ、3番の香炉は「註生娘娘」「臨水夫人」へ、4番の香炉は「月下老人」「文昌帝君」、5番の香炉は「福徳正神」へ順々に線香を供えることになっている。
占いには、道教の籤によるものと、ポエによるものが行われている。

## 年中行事
| ※以下、すべて旧暦。 - 1月 - 旧暦カウントダウン並び神輿くぐり - 2月 - 灯籠祭 - 3月 - 23日：媽祖祭 - 7月 - 7日：良縁祭 |

## アクセス
- 鉄道：JR根岸線京浜東北線・石川町駅中華街口より徒歩約10分[7]
- 鉄道：みなとみらい線元町・中華街駅3出口 中華街口より徒歩約3分[7]